# Soul progressivo
Soul progressivo (freqüentemente abreviado para prog-soul; também chamado de black prog e black rock) é um tipo de música afro americana que utiliza uma abordagem progressiva articularmente no contexto dos gêneros soul e funk. Ele se desenvolveu no final dos anos 1960 e no início dos anos 1970 por meio de gravações de músicos negros inovadores que ultrapassaram os limites estruturais e estilísticos desses gêneros. Entre suas influências estavam formas musicais que surgiram da transformação da música rhythm and blues em rock como Motown, rock progressivo, soul psicodélico e jazz fusion.
A música soul progressiva pode apresentar uma gama eclética de influências, tanto de fontes africanas quanto européias. As características musicais comumente encontradas em obras do gênero são melodias R&B tradicionais, padrões vocais complexos, composição estendida ritmicamente unificada, guitarra de rock ambiciosa e técnicas instrumentais emprestadas do jazz. Artistas de soul progressivo costumam escrever canções em torno de conceitos orientados para álbuns e tópicos de consciência social baseados na experiência afro-americana, às vezes empregando dispositivos temáticos do temáticos do afrofuturismo e da ficção científica. Suas letras, embora desafiadoras, também podem ser marcadas por ironia e humor.
O movimento soul progressivo original atingiu o pico na década de 1970 com as obras de Stevie Wonder, Marvin Gaye, Curtis Mayfield , Sly and the Family Stone, Parliament-Funkadelic e Earth, Wind & Fire, entre outros. Desde a década de 1980, ambos os artistas americanos e britânicos proeminentes gravaram música em sua tradição, incluindo Prince, Peter Gabriel, Sade, Bilal e Janelle Monáe. A onda neo soul do final dos anos 1990 e início dos anos 2000, apresentando o coletivo Soulquarians, que é considerado um desenvolvimento derivado do gênero.

## Desenvolvimento e características

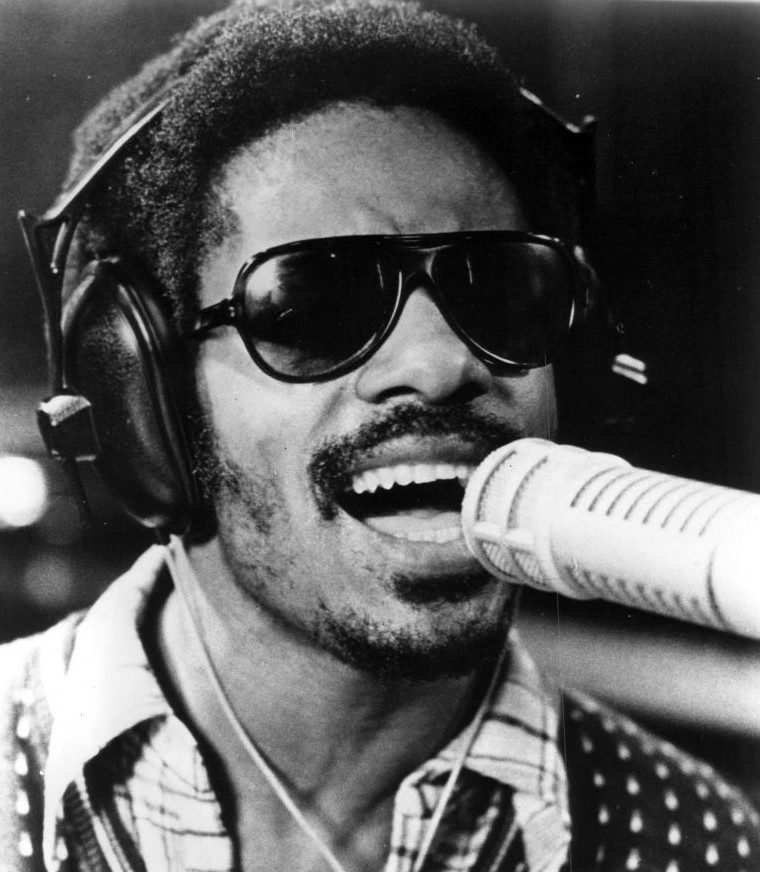
Stevie Wonder recordou uma série de álbuns de soul progressivo na década de 1970

Na década de 1970, muitos artistas afro-americanos que trabalhavam principalmente nos gêneros soul e funk estavam criando música de uma maneira influenciada pelo rock progressivo. De acordo com o crítico musical Geoffrey Himes, este "movimento de soul progressivo floresceu" de 1968 a 1973 e demonstrou "guitarra rock aventureira, letras socialmente conscientes e melodia R&B clássica", enquanto AllMusic diz que o gênero estava "florescendo" em 1971. Entre os músicos em sua vanguarda estavam Sly Stone (líder de banda de Sly and the Family Stone), Stevie Wonder, Marvin Gaye, Curtis Mayfield e George Clinton.[carece de fontes?] Sob a liderança de Berry Gordy na Motown, Gaye e Wonder receberam relutantemente o controle artístico para abordar seus álbuns mais a sério no que geralmente tinha sido um gênero de soul com foco único, levando a uma série de registros inovadores dos dois durante o 1970s. Semelhante aos músicos progressistas brancos, os artistas negros deste movimento direcionaram seu controle criativo para ideais de "individualismo, progressão artística e escrita para a posteridade", juntamente com preocupações relacionadas a experiência afro-americana de acordo com o etnomusicólogo e o professor de música Jay Keister da Universidade do Colorado em Boulder. No entanto, ele observa que a busca pela individualidade às vezes desafia os valores políticos coletivos do Movimento das Artes Negras.
Entre as características do rock progressivo compartilhadas na música progressiva negra desse período estavam a composição estendida, a apropriação musical diversa e a criação de música com o propósito de ouvir concentrado em vez de dançar. Os vocalistas de soul progressivos incorporaram padrões complexos em seu canto, enquanto os instrumentistas usaram técnicas aprendidas com o jazz.[carece de fontes?] Ao contrário das apropriações musicais da Música clássica usadas por artistas progressistas brancos, que tendiam a distinguir suas composições estendidas com suítes baseadas em canções, as contrapartes afro-americanas favoreciam expressões musicais tanto afro-americanas quanto africanas, incluindo o uso de um groove rítmico subjacente para unificar uma gravação estendida. Alterar texturas instrumentais também foi usado como uma forma de significar uma mudança na seção de de uma faixa estendida. Aplicações desses elementos aparecem em canções como "Wars of Armageddon" de Funkadelic (1971) e "Space Is the Place" de Sun Ra (1973). As obras contemporâneas de Isaac Hayes, com duração de álbum, eram frequentemente prolongadas e elaboradamente compostas por jams de R&B caracterizadas por leitmotifs e seus interlúdios falados (conhecidos como "raps").
Os músicos de soul progressivo também usaram uma variedade de influências não tradicionais, como os Beatles fizeram nos anos 1960. O coletivo Parliament-Funkadelic de Clinton usou influências da psicodélia ao lado das de  James Brown e do som da Motown.[carece de fontes?] Tanto o coletivo de Clinton quanto o Sun Ra aplicaram conceitos temáticos associados ao Afrofuturismo e à mitologia do espaço sideral. Alguns artistas pegaram emprestado elementos das tradições europeu-americanas para aumentar a ideia lírica de uma canção. Por exemplo, Wonder adicionou texturas instrumentais de som agradável de um conjunto de cordas em "Village Ghetto Land" (1976), emprestando um senso de ironia à crítica da música, de outra forma sombria, dos males sociais em guetos urbanos. O álbum de 1970 com forte carga social e política de Mayfield, "Curtis", apresentava tanto a canção de soul progressivo " Move on Up " e obras orquestrais como "Wild and Free", que empregava harpas para para produzir timbres distintos. O álbum de Gaye de 1971, What's Going On, foi composto como um ciclo de canções de protesto social unificado por motivos rítmicos e melódicos. George Clinton também explorou a experiência afro-americana e se baseou em "Black Power" literatura e também a música de Bob Dylan e dos Beatles, apontando especificamente para o elemento absurdo deste último em canções como "I Am the Walrus"(1967). No entanto, os temas de Clinton eram mais centrados em festas, influenciados pela cultura de rua e muitas vezes incorporou elementos absurdos e de humor higiênico semelhantes às gravações do músico de rock experimental de Frank Zappa com The Mothers of Invention.
A cena musical de São Francisco do final dos anos 1960 e início dos anos 1970 era "uma oficina para o soul progressivo", de acordo com a antropóloga cultural Micaela di Leonardo, que credita à estação de rádio KDIA a apresentação da música de artistas locais como Sly and the Family Stone e Tower of Power. opular entre o público hippie, as canções de Stone apelavam à tolerância, paz e integração ao longo das linhas raciais e sociais, enquanto sua liderança na Family Stone os tornava um dos primeiros atos populares com integração racial e de gênero. A estação de rádio da Filadélfia, WDAS-FM, que tinha sido orientado para o rock progressivo no final dos anos 1960, mudou para um formato de soul progressivo em 1971 e com o tempo se tornou uma importante fonte de mídia para a comunidade americana.  Estações de soul progressivas tocaram gravações de soul estendidas além da duração típica do single, como foi o caso com o single dos The Temptations de nove minutos e meio de duração "Runaway Child, Running Wild" (1969). A gravação de Hayes em 1969 de "Walk on By" é considerada um clássico single progressivo.
Ao discutir os exemplares álbuns de soul progressivo desse período, Himes cita Electric Ladyland (1968), Cloud Nine (1968), Stand! (1968), What's Going On (1971),Maggot Brain (1971), Super Fly (1972), The World Is a Ghetto (1972), Head to the Sky (1973), Innervisions (1973). Martin também cita álbuns de Stevie Wonder Innervisions (1973), junto com Talking Book (1972) e Songs in the Key of Life (1976) e  da banda War (The World Is a Ghetto, junto com All Day Music (1971) e War Live (1973), bem como os do Isley Brothers, 3+3 (1973) e Harvest for the World (1976).[carece de fontes?] Os álbuns de 1975, That's the Way of the World de Earth, Wind & Fire e Mothership Connection, de Parliament, são outros lançamentos notáveis, sendo o último um álbum conceitual culminando nas aspirações musicais afrofuturistas de Clinton. Os álbuns de Stevie Wonder em meados de 1970 também são destacados pelo escritor Dominic Maxwell do The Times como "alma progressiva da mais alta ordem, impulsionando a forma, mas sempre sincera, ambiciosa e ouvível", com Songs in the Key of Life considerada o auge de suas infinitas ideias musicais e estilo pródigo, porém enérgico. Backus anotou entre as muitas obras politicamente carregadas do gênero, incluindo a canção " War " dos  The Temptations (1970), os LPs de Gil Scott-Heron e "Rich Get Richer" dos O'Jays do álbum Survival (1975).[carece de fontes?]

## Sucesso Mainstream e Declínio

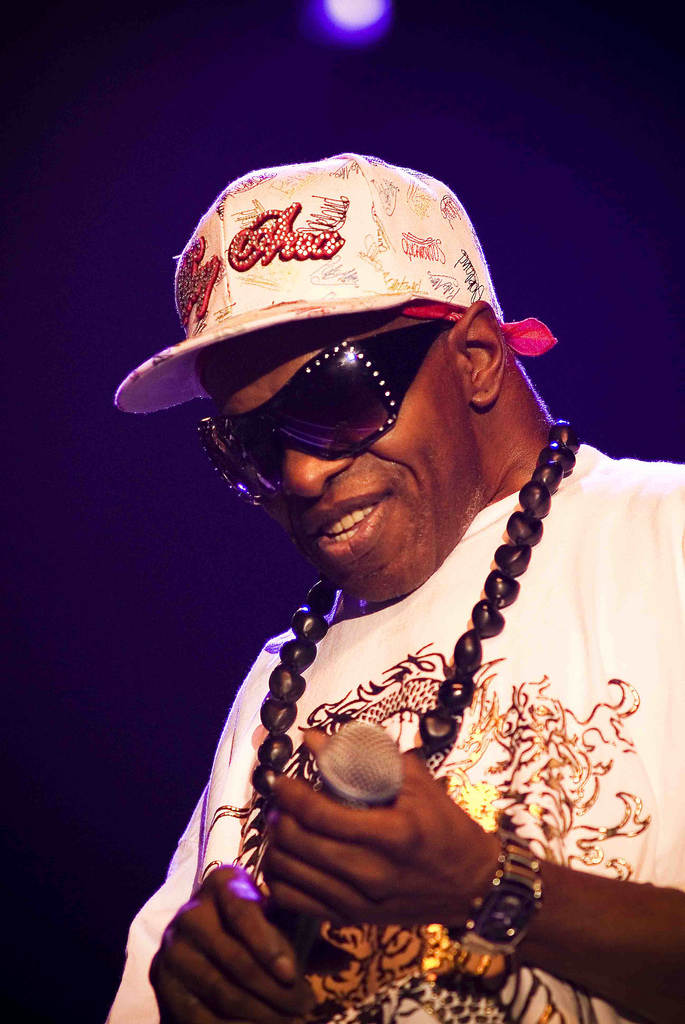
Sly Stone é considerado o fundador do Soul progressivo

Sly Stone foi "o primeiro superstar" do soul progressivo, de acordo com o jornalista da Billboard, Robert Ford, que observou sua habilidade de "embalar pessoas no Madison Square Garden sempre que lhe apetecesse". No rastro do álbum de sucesso politizado e pessimista de Sly and the Family Stone, There a Riot Goin 'On (1971), uma onda de canções de soul semelhantes começou a dominar o rádio. Com o lançamento do LP, Fresh (1973) da banda (apresentando o hit "If You Want Me to Stay ", Vernon Gibbs do Crawdaddy! havia proclamado Stone como "o fundador do soul progressivo" no rastro do álbum de sucesso politizado e pessimista de Sly and the Family Stone, There a Riot Goin 'On (1971), uma onda de canções de soul semelhantes começou a dominar o rádio. Com o lançamento do LP Fresh de 1973 da banda (apresentando o milhão de vendas " If You Want Me to Stay "), Vernon Gibbs do Crawdaddy! havia proclamado Stone "o fundador do soul progressivo". Também muito populares, os álbuns de soul progressivo de Wonder e Gaye venderam milhões de cópias durante os anos 1970.
Também muito populares, os álbuns de soul progressivo de Stevie Wonder e Marvin Gaye também venderam milhões de cópias durante os anos 1970. A série de álbuns de Wonder em particular foram concebidos com grandes aspirações artísticas e provaram ser muito celebrados, ganhando o músico muitos prêmios Grammy e transformando sua carreira. What's Goin' On de Gaye acabou provando ser um dos álbuns mais aclamados da história, e Earth, Wind & Fire, That's the Way of the World (com a ajuda de seu single "Shining Star") estava entre os mais bem-sucedidos discos da música negra na época, liderando as vendas de álbuns em 1975, com mais de 1,1 milhão de cópias.
O nome do Soul progressivo e sua ascensão no mainstream foram ambos relatados em 1975 pela revistas Billboard e Broadcasting, que disse que o gênero "relativamente novo" estava impactando as rádios pop nos Estados Unidos e alcançando "uma audiência cada vez mais ampla". A última revista citou os avanços comerciais de Earth, Wind & Fire e os The Blackbyrds (com seu sucesso de rádio "Walking in Rhythm"). O sucesso contínuo dos O'Jays com seu hit "For the Love of Money" (1974) também foi discutido, com a produção de Gamble e Huff destacada para o uso de "faseamento de voz e uma variedade de efeitos eletrônicos que rivalizam com alguns esforços de space rock de músicos brancos". De acordo com a revista Stereo Review, o Earth, Wind & Fire era 'o principal expoente do soul progressivo' até o final da década.[carece de fontes?]

O Earth, Wind & Fire era o principal expoente do Soul progressivo até o final da década de 1970

O coletivo Parliament-Funkadelic de Clinton alcançou um sucesso correspondente como atração de concerto, lotando grandes arenas e auditórios enquanto se apresentava de forma ampla, com músicos vestidos em trajes excêntricos. Como Keister narra, em meados dos anos 1970, Clinton concebeu um "espetáculo elaborado projetado para seu grupo em turnê chamado P-Funk, apresentando seus projetos duplos como uma entidade única e coletiva"; ele "comandou várias dezenas de músicos em uma turnê que se assemelhava a um show da Broadway, com um orçamento considerável da Casablanca Records que ele nunca teria imaginado apenas alguns anos antes, quando seus músicos em turnê foram forçados a improvisar fantasias em bolsas de roupas secas de produtos de limpeza. O P-Funk Earth Tourconcertos culminaram com o conceito altamente popular de uma nave espacial (a nave-mãe P-Funk) pousando no palco e Clinton descendo sua rampa para saudar o público ao vivo como seu alter ego, Dr. Funkenstein (que parecia um extraterrestre extravagantemente vestido como cafetão).
m fevereiro de 1975, o Parliament-Funkadelic fez um show co-faturado com o Ohio Players e a Graham Central Station no Radio City Music Hall de Nova York . Reportando sobre o show para o The New York Times, Ian Dove disse que todos os três grupos representavam "um corte transversal justo do gênero soul progressivo", enquanto acrescentava que o soul em geral havia se tornado "a tendência da moda nas discotecas". A onda original do soul progressivo teve "vida curta", no entanto, com Himes notando seu declínio no final dos anos 1970. No caso de Curtis Mayfield, ele se retirou da vida pública após uma série de ações judiciais e álbuns mal recebidos. Parliament-Funkadelic também caiu em declínio com má gestão de seus vários projetos musicais, abuso de drogas entre muitos de seus membros, e as disputas profissionais de Clinton com sua gravadora, culminando no final do prazo original do coletivo de 1981. Sly Stone também sofreu um destino semelhante, já que questões legais e de drogas interferiram em sua produtividade e presença na indústria musical no final dos anos 1970 e 1980.

## Ressurgimento

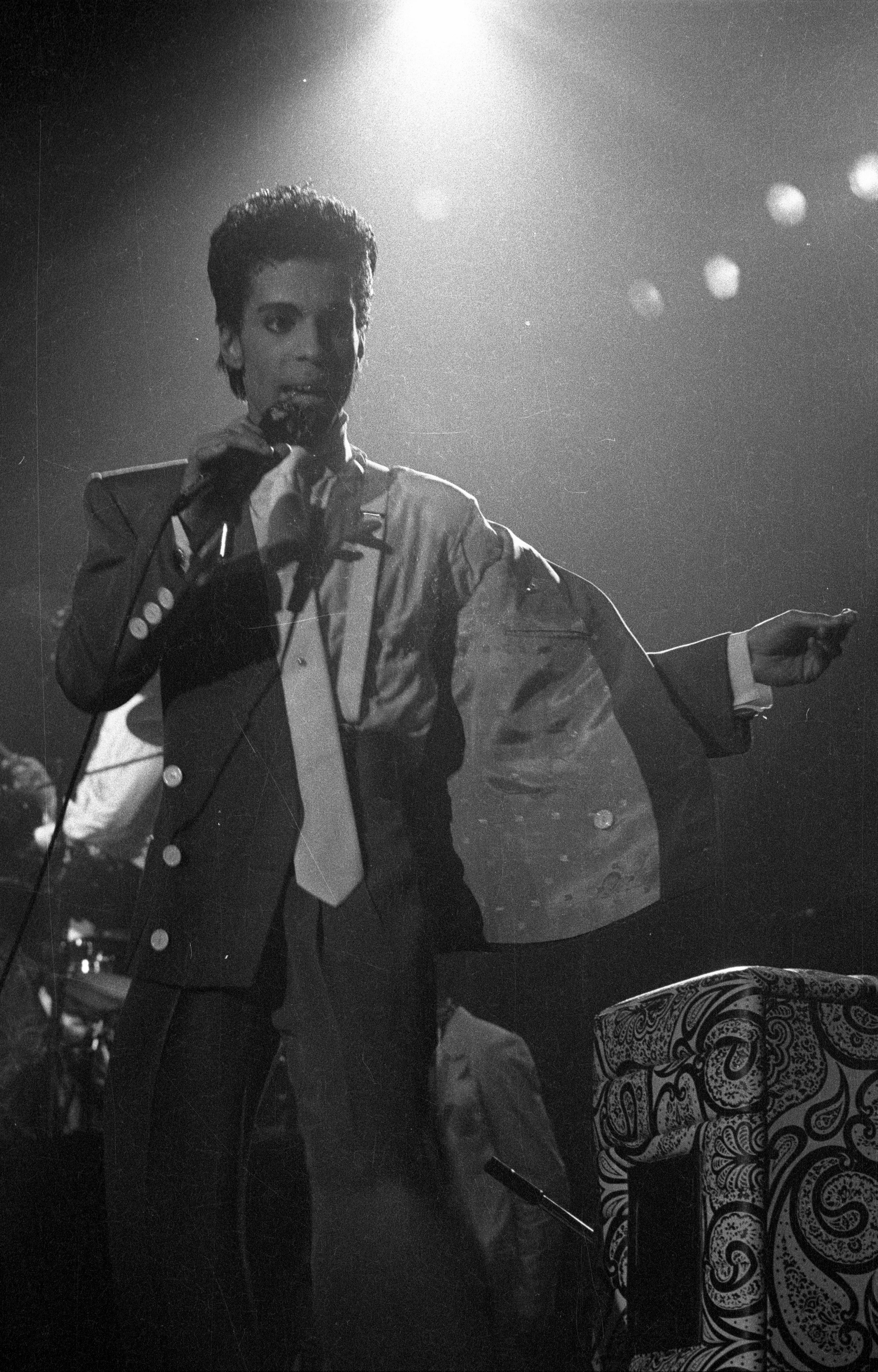
Prince foi um dos expoentes do gênero na década de 1980

Durante a década de 1980, os artistas que fizeram gravações do gênero incluíram Prince, Peter Gabriel, Sade, JoBoxers e Fine Young Cannibals.
Em 1990, os jovens artistas americanos estavam renovando a tradição do soul progressivo. Entre eles estavam Chris Thomas King, Terence Trent D'Arby, Lenny Kravitz,Tony! Toni! Toné! e After 7. Mais artistas surgiram no decorrer da década, como os cantores britânicos Seal e Des'ree e os americanos Meshell Ndegeocello e Joi.
No início do século XXI, os principais artistas do soul progressivo eram os Soulquarians, um coletivo experimental de black music ativo do final dos anos 1990 ao início dos anos 2000. Frequentemente comercializados sob o termo "neo soul", seus membros gravaram coletivamente no Electric Lady Studios de Nova York e incluíam D'Angelo, James Poyser, Q-Tip, J Dilla, Erykah Badu e Raphael Saadiq (ex-Tony! Toni! Toné!).
Apesar de ter estreado com um single de R&B popular para uma grande gravadora , Bilal logo se voltou mais para soul progressivo e performance de jazz, gravando álbuns como Love for Sale (que alienou sua gravadora e não foi lançado) e Airtight's Revenge (lançado em 2010 por uma gravadora independente). Apesar de ter estreado com um single de R&B popular para uma grande gravadora, Bilal logo se voltou mais para soul progressivo e performance de jazz, gravando álbuns como "Love for Sale" (que alienou sua gravadora e não foi lançado) e Airtight's Revenge (lançado em 2010 por uma gravadora independente).

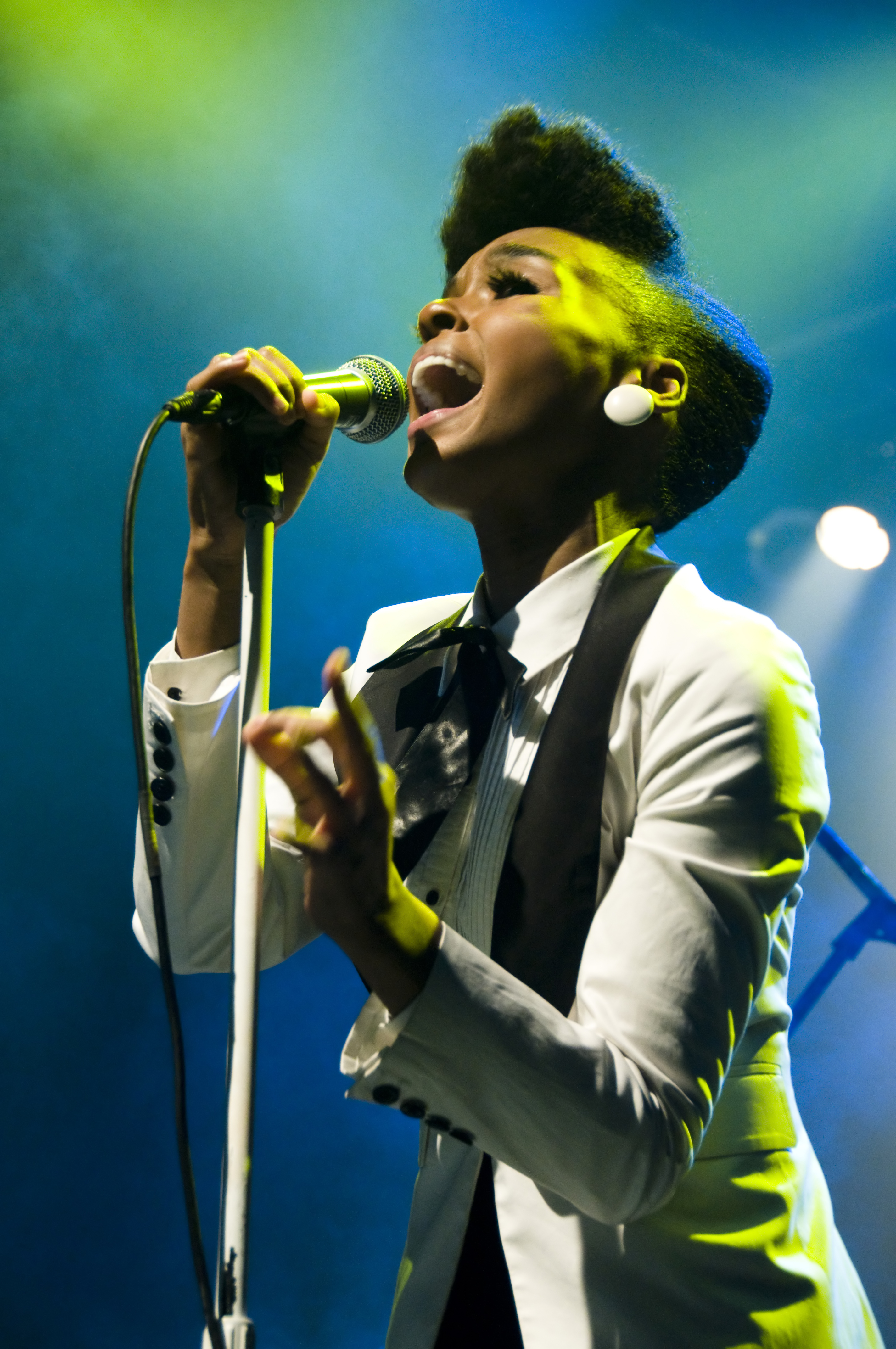
Janelle Monáe é uma das expoentes do gênero da nova geração com seu visual andrógino e abordagem afrofuturista

Junto com Bilal, cantores e compositores de soul progressivo no século XXI incluíram Dwele ,Anthony David  e Janelle Monáe. O trabalho de Monáe apresenta a estética afrofuturista e conceitos de ficção científica, incluindo narrativas escritas em torno da personagem andróide Cindi Mayweather, descrita pelo crítico do PopMatters, Robert Loss, como "uma construção mecânica composta para a utilidade dos outros". Loss acrescenta que seu uso de vários gêneros, tanto individualmente quanto em combinação uns com os outros, "serve a uma ideologia progressista" e atua como "uma resposta à noção crítica de WEB Du Bois de 'consciência dupla ', em que o afro-americano está constantemente ciente de si mesmo e de si mesmo como visto pelos brancos" O álbum de soul progressivo de 2011 de Saadiq, Stone Rollin', utiliza com destaque o Mellotron , um teclado antiquado mais frequentemente tocado em progressivo e rock psicodélico, e evocando o que Andy Kellman do AllMusic descreve como "flautas doentes e cordas sibilantes". Alicia Keys se apresenta em uma forma semelhante de soul como Monáe na música "Truth Without Love" de 2020 (do álbum Alicia), descrito por James McNair da revista Mojo como "astro-soul". A crítica Lucy Wynne observa que o soul progressivo está "muito na moda no momento", notando o álbum Gold-Diggers Sound, de Leon Bridges, em particular.